# Raleigh County
Raleigh County är ett administrativt område i delstaten West Virginia, USA. År 2010 hade countyt 78 859 invånare. Den administrativa huvudorten (county seat) är Beckley.

## Geografi
Enligt United States Census Bureau har countyt en total area på 1 578 km². 1 572 km² av den arean är land och 6 km² är vatten.

### Angränsande countyn
- Kanawha County - nord
- Fayette County - nordost
- Summers County - öst
- Mercer County - sydost
- Wyoming County - sydväst
- Boone County - nordväst

### Orter
- Beaver
- Beckley (huvudort)
- Lester
- Mabscott
- Sophia